# 真相は耳の中
『真相は耳の中』（しんそうはみみのなか）は、2022年10月22日（21日深夜）から12月24日（23日深夜）まで、テレビ東京系「ドラマ25」枠で放送されたテレビドラマ。主演は伊原剛志。
本作は、2021年7月期に同局系「木ドラ24」枠で放送されたドラマ『お耳に合いましたら。』に続く、Spotifyのポッドキャストと連動したオリジナルドラマ第2弾。
「捜査能力ゼロ」の崖っぷち刑事が、推理オタクの娘のポッドキャストをきっかけに事件を解決するコメディミステリー。

## キャスト

### 主要人物
今井譲治（いまい じょうじ）
演 - 伊原剛志
「逃がしの譲治」の異名を持つ、検挙率最低の崖っぷち刑事。
娘の芽依とは知らず、彼女がポッドキャスト『真相は耳の中』で披露する事件の推理を元に、殺人事件を解決する。しかし、芽依がポッドキャストの声の主と言い当て、娘の推理に頼っていたことに苦悶する。
今井芽依（いまい めい）〈16 → 17〉
演 - 筒井あやめ（乃木坂46）（3歳時：永谷咲笑）
譲治の娘。高校生。「推理オタク」で、お気に入りの名作ミステリーをひとり語りするポッドキャスト『真相は耳の中』を父に隠れて配信している。
父・譲治にポッドキャストの声の主であることを知られるが、譲治や金持が殺人事件の推理を依頼していることには気づいていなかった。
金持吾郎（きんもち ごろう）
演 - 森永悠希
譲治を尊敬する後輩刑事。巡査部長。副総監の息子。譲治に『真相は耳の中』を勧める。
譲治を助けるため、推理小説家志望の「ハリスン」を名乗り、芽依のポッドキャストに自作小説の謎解きを挑む体裁で、実際の殺人事件を推理させる。
向島花奈（むこうじま はな）
演 - 中村ゆりか
毒舌の鑑識官。鉱石の採掘が趣味。猿轡村出身。
名推理の後にポンコツに戻ることから、譲治が芽衣の推理に頼っていると気付いていた。
今井依子
演 - 横山めぐみ
譲治の妻。芽依の母。4年前に連続殺人鬼フラワーの逃走車にひき逃げされ他界している。

### 周辺人物
安藤泰造
演 - 信太昌之（第1話・第9話・最終話）
署長。譲治の同期。検挙率の低い譲治を庇いきれず、犯人を逮捕できなければ事務方へ異動させると示唆する。
妻をひき逃げした連続殺人鬼フラワーの捜査に参加したい譲治に、事件関係者は本来参加不可だが、別班の遊軍として参加することを認める。

### ゲスト

#### 第1話
轟十次郎（とどろき じゅうじろう）
演 - 武田敏彦
轟グループ会長。資産管理を家族会議で話し合った日の晩、2階の自室で頭部を鈍器で殴られ殺害される。
町田苑子（まちだ そのこ）
演 - ふせえり
轟家のメイド。十次郎の遺体の第一発見者。十次郎の推定死亡時刻に三兄弟がリビングで口論になっていたのを目撃している。
譲治に人が通れない天井のダクトを通って十次郎を殺害したと、無茶苦茶な推理で殺害犯と言われる。
轟和哉（とどろき かずや）
演 - 庄野崎謙
轟家の長男。テニスが趣味。資産整理を部外者に任せ、子供である自分たち三兄弟に資産を残さなかったことから、3年前から父の殺害を計画していた。
轟雄二（とどろき ゆうじ）
演 - 田島亮
轟家の次男。右腕を負傷しており、ドバイに遊びに行った際に負傷したと告げるが、実際はテニスで肘を痛めていた。スマホに事前に兄妹と口論する音声データを録音したものを再生し、その間に2階の父の部屋に侵入して父を殺害していた。
轟紗栄子（とどろき さえこ）
演 - 秋山ゆずき
轟家の末娘の長女。ビーガンになった長男・和哉に肉料理を提供したメイドの町田を叱責する。10年ぶりに兄たちと再会したと言っていたが、仲が良いから、長男がビーガンになったことを知っていた。兄弟で口論している最中、長髪の次男・雄二に変装して、リビングに雄二がいるかのようにメイドの町田を欺いていた。

#### 第2話
村田凪（むらた なぎ）
演 - 宮澤佑
人気書道家。殺人事件の被害者。死因は頭部を鈍器状のもので殴られたことによる脳挫傷。「由 崎」というダイイング・メッセージの書を残し、作業場で亡くなっていた。生前、書の製作工程を決して人には見せなかった。
山崎博之（やまざき ひろゆき）
演 - 坪根悠仁
村田の弟子。村田が殺害された日の13時半に彼と面会する予定であったが、一向に姿を見せないため、作業場に行くと、頭から血を流して倒れていた彼の遺体を発見する。「由 崎」のダイイング・メッセージから、当初、殺害の容疑者として譲治にマークされた。
畠山弘大（はたけやま こうだい）
演 - 佐戸井けん太
書道評論家。村田が殺害された日の12時に彼から相談があると作業場に呼ばれており、横書きで「畠山」のダイイング・メッセージを残す村田の遺体を作業場で発見し、自分が殺害犯と疑われることを恐れ、「山」の下に「崎」を書き足し、縦書きで「田 崎」に改変した。
白田由香里（しろた ゆかり）
演 - 上地春奈
画廊オーナー。左肩に黄色いインコを乗せている。村田が殺害された日の11時に画廊の契約更新の件で彼と面会予定で、作業場に行くと、縦書きで「田」と書かれたダイイング・メッセージを残す彼の遺体を発見する。更新料の件で村田と揉めていたことから、自分が殺害犯と疑われることを恐れ、「山」と書き足してダイイング・メッセージを横書きの「畠山」に改変する。その後、作業場に忘れた契約書を取りに戻ると、縦書きの「田 崎」にダイイング・メッセージが変わっていることに気付き、縦書きの「田」に書き足して「由 崎」に更に改変した。
今野工（こんの たくみ）
演 - 長友郁真
村田のマネージャー。村田を人気書道家に育て上げた。村田が殺害された日の10時に村田と面会している。
実は村田凪の書のゴーストライターで、世間を騙していることが嫌になった村田からコンビの解消を申し入れられたため、彼と口論した末に殺害してしまい、次の村田との面会者が白田であったことから縦書きで「田」と偽装のダイイング・メッセージを残していた。
山崎の彼女
演 - 音和茉侑

#### 第3話
桐山海斗（きりやま かいと）
演 - 一ノ瀬竜
都内の大学生。二股男。大学のイベサーの旅行先であるペンション「KiMaMa」の屋外炊事場で、首吊り死体で発見される。首吊り現場の炊事場に向かう一方通行の桐山の足跡しか残されておらず、状況から自殺と推測される。しかし自殺する前に、莉緒と玲子にLINEでデートの約束を取り付けていた。
北原莉緒
演 - 大島涼花
桐山の彼女。桐山が同じイベサーの玲子と浮気していたことから略奪した玲子に怒りを露にする。
石井省吾
演 - 長村航希
桐山の友人。桐山のようにモテないことを嫉妬して桐山を殺害したと、譲治の無茶苦茶な推理で殺害犯と言われる。
隅田玲子
演 - 瑞季
桐山の浮気相手。桐山を略奪され、怒り狂う莉緒にコップの水をかけられたことから取っ組み合いのケンカになる。
吉津小太郎
演 - 岩本晟夢
ペンション「KiMaMa」のアルバイト。桐山の首吊り死体の第一発見者。
マーシー / 岩波真彦
演 - 西村和彦
ペンション「KiMaMa」のオーナー。娘のまなみがイベサーで桐山に弄ばれ自殺したことから、復讐のため、寡黙な元ラガーマンから茶髪に染め、若者言葉を勉強してチャラ男「マーシー」になり、イベサーに話題のペンションにイメージチェンジし、桐山が宿泊することを待ち構えていた。狙い通り桐山がイベサーで宿泊に来たことから客室で絞殺し、ネットショッピングの即日配送で2足購入していた桐山が履いていたものと同じスニーカーの右足を両足に履き、同一線上に足跡が残るように歩きながら桐山の遺体を担いで屋外炊事場に運び首吊りに偽装し、帰りは左足のスニーカーを両足に履いて、同一線上に足跡が残るように後ろ歩きで戻ることで、炊事場に向かう一方通行の桐山の足跡だけを残すトリックを使った。
岩波まなみ
演 - みゆう
真彦の娘。イベサーで桐山に弄ばれ自殺する。
駐在
演 - 小林三十朗
ペンション「KiMaMa」の所轄の警官。殺人事件が起こらない地域で、捜査に不慣れなため、譲治たちに捜査をお願いする。
さくら
演 - 中尾百合音（第8話）
芽依の友人。芽依と大学のオープンキャンパスに参加する。
通夜ぴん殺害事件の犯人が謎でミステリーだと芽依に教える。

#### 第4話
松田夢乃
演 - 染野有来
殺人事件の被害者。マンションの303号室の住人。自室のベランダで斜めの索状痕を残した窒息死した遺体で発見される。死亡推定時刻は13時から14時。13時にゴミ出しをする様子がエレベーター内の防犯カメラに撮影されていた。
ブランド品にあふれた贅沢な部屋で、部屋が荒らされた形跡はなく、殺害された9月17日は自身の誕生日であった。
月影真城（つきかげ ましろ）
演 - 定本楓馬（第7話）
芽依が想いを寄せる、アルバイト先「ピザポケット」の先輩。配達担当。何事にもポジティブシンキングで、思いやりのある青年。14時頃に松田夢乃宅にピザを配達し、死体の第一発見者となり、殺人容疑で金持から取り調べを受ける。
芽依とデート中に金持と譲治の参加する婚活パーティーに出くわし、金持の様子に興味津々となる。
犬養義人（いぬかい よしと）
演 - 窪塚俊介
403号室の住人。夢乃の死亡推定時刻に40秒だけエレベーターから3階に降りていたことがエレベーター内の防犯カメラに撮影されており、聞き取り調査に対し、自室のある4階と3階のボタンを押し間違えたと証言する。
芽依が先輩の月影が逮捕されることを心配したことから、譲治によりハッキングで防犯カメラの映像を編集した、40秒で猛スピードで夢乃を殺害した、双子トリックを使ったなど、無茶苦茶な推理で殺害犯と言われる。
エレベーターホールが階ごとに色が違うのに、40秒も階を間違ったことに気付かなかったのはおかしいと譲治（芽依の推理）に不自然な点を突かれ、夢乃と不倫関係にあり、夢乃宅にサプライズで誕生日プレゼントの指輪を届けに行った時には、既に彼女は死亡していたと証言し、殺害を否定する。防犯カメラ映像で殺害犯と疑われるのを避けるため、「ピザポケット」にピザの配達を注文していた。
犬養ふみ
演 - 山田キヌヲ
義人の妻。1年前、義人と夢乃の不倫現場を目撃、報復に夢乃を殺害し、義人を殺害犯に仕立てる計画を思いつく。
不倫目撃の日から投げ縄のトレーニングを重ね、百発百中のスキルと人を吊り上げるだけの筋力を手に入れ、夢乃の誕生日に義人のふりをして誕生日のサプライズがあるので、ベランダから階下を見て欲しいとパソコンからLINEを送信し、ベランダから顔をのぞかせた夢乃の首を403号室のベランダから投げ縄でキャッチし、そのまま吊り上げて窒息死させていた。犯行を自供後、殺害するのは夢乃ではなく、あなたのほうにするべきだったと義人に恨みをぶちまける。
バイト仲間
演 - 大原由暉
「ピザポケット」の芽依と月影のバイト仲間。

#### 第5話・第6話
向島修
演 - 吉満寛人
花奈の父親。花奈の結婚を心配しており、花奈が両親を安心させるため、金持が交際相手であると嘘を教え込まれる。
向島弥生
演 - 松浦佐知子
花奈の母親。花奈の交際相手として紹介された金持を育ちは良さそうだがコネと育ちだけで伸し上がった人物、同伴者の譲治を見栄ばかりで中身が伴っていない人物と言い当てる。花奈と同じく毒舌。金持が偽の交際相手ということも見抜いていた。
山城豪徳
演 - 上瀧昇一郎
猿轡村の建設会社社長。娯楽施設「呪いdeパーク」建設のため、山のふもとの猿神様が宿る御神体の岩を動かそうとする。
猿轡村に古くから伝わる童歌の歌詞に見立てたように、華谷家の竹藪で、竹で腹部を貫かれ大量出血で亡くなる。
華谷ミドリ
演 - 国生さゆり
華谷家の母親。山城の遺体の第一発見者。山城の死亡推定時刻には部屋で「相棒」を視聴していたと証言する。
華谷竹雄
演 - 長谷川祐之
華谷家の長男。山城の死亡推定時刻には部屋に一人でいたためアリバイを証明できない状態で、家政婦の奥に山城とパーク建設の件で揉めていた様子を目撃されていたことから、譲治に山城殺害の容疑者として怪しまれるが、猿轡村の童歌の歌詞に見立てたように、沼に逆さまに沈められ亡くなる。
華谷梅子
演 - 渡辺早織
華谷家の次女。山城の死亡推定時刻には弟の松久と村祭りの打ち合わせをしていたと証言する。
華谷松久（はなや まつひさ）〈28〉
演 - 若林拓也
華谷家の三男で同家の養子。猿轡村の花奈の幼なじみで、帰りのバスを乗り逃した金持と譲治を自宅に宿泊させる。「呪いdeパーク」建設反対派。
女たらしのクズ男で、火あぶりになりかけたことがある。
華谷藤次郎
演 - 前田恭明
華谷家当主。ミドリの父親。10年前、神隠しにあい、消息不明となる。
奥佳代子
演 - 吉本菜穂子
華谷家に30年仕える家政婦。山城と竹雄がパーク建設の件で揉めていたのを目撃する。1年だけ、家政婦の仕事を抜けた時期がある。
当主の藤次郎に手籠めにかけられ妊娠した子供が松久で、松久の出産のために1年だけ、猿轡村を離れていた。
藤次郎は松久を養子に迎えるが、10年前に遺産相続人から外すと言い出したことから、石で藤次郎の頭部を殴り殺害し、猿神様の御神体の岩の下に遺棄しており、そこに「呪いdeパーク」建設のため山城が岩を動かそうとしたため藤次郎の遺体が発見されることを恐れ、彼を殺害し、猿神様の呪いのせいにして御神体に近づけないようにする。その際、童歌の歌詞に見立てて竹雄と梅子も殺害すれば、松久が唯一の遺産相続人になると思いつき、竹雄の殺害も実行する。次に寝床に入った梅子の殺害を実行に移そうとするが、事前に譲治（芽依の推理）により梅子は避難させられており、未遂に終わる。
譲治（芽依の推理）により、息子・松久のために一連の殺人を犯した犯人であると言い当てられたため、崖から身を投じ自決を試みるが、セオリーからそうなることを見越して崖の下にマットが置かれていたことで一命をとりとめ、逮捕される。
猿轡村の老婆
演 - 久保田悦子
猿神様を信仰する猿轡村の老婆。山城が御神体を動かそうとしたので、猿神様の呪いで亡くなったと村民たちと騒ぎ立てる。
看護師
演 - 織野友貴
芽依の母・依子が交通事故で搬送された病院の看護師。

#### 第7話
SHO / 冴木翔
演 - 根岸拓哉
会社経営者。婚活パーティーの参加男性。高身長のイケメンで参加女性たちから注目を浴びるが、AYAMIとのアピールタイム中に譲治に給仕させた赤ワインを飲んだ途端、苦しみだし急死する。検死の結果、毒殺されたと判明し、ワインを給仕した譲治が被疑者となる。
MOMO
演 - 鈴木アメリ
婚活パーティーの参加女性。漫画好き女子。アピールタイムで譲治が子持ちと知ると難色を示す。
SHOが毒殺されると、金持に漫画に影響されSHOを殺害したとめちゃくちゃな推理で犯人と言われ、さらにママから漫画を禁止されていたと金持からマザコン気味の発言を聞かされたことから、マザコンは無理だと言い返す。
KAORI
演 - 小島藤子
婚活パーティーの参加女性。散歩好き女子。電車で知らない街で下車し、散歩して（その土地の情報を）開拓すると言うが、電車で行けるような場所は既に開拓済みだと芽依に陰で指摘される。
SHOが毒殺されると、金持に散歩好きは自分の知人と同じく情熱家で、恋が憎しみに変わるとめちゃくちゃな推理で犯人と言われたため、本質を見ないで他人と同じだと決めつけて言う人は嫌いだと言い返す。
SARA
演 - 如月まりな
婚活パーティーの参加女性。料理好き女子。
SHOが毒殺されると、毒殺に使われた赤ワインは料理に関係しているとめちゃくちゃな推理で犯人と言われたため、何を言っているか分からないとキレて、金持を嫌いだと言い返す。
HIYORI
演 - 東海林知佳
婚活パーティーの参加女性。合理的女子。趣味はバレー観戦。
SHOが毒殺されたときのアピールタイムの相手がAYAMIだったのに、金持が彼女を取り調べようとしないのをおかしいと指摘する。
AYAMI
演 - 小林涼子
港区女子。婚活パーティーの参加女性。趣味は映画鑑賞。芽依曰くあざと女子。婚活パーティーに参加した金持に一目惚れされる。
SHOが女性を口説く時に人差し指を唇にかざす癖を利用し、アピールタイム時にボディータッチでSHOの手を握り、毒薬を彼の人差し指に擦り付けて毒殺し、SHOが倒れると譲治のズボンのポケットに毒薬を入れ、譲治を被疑者に仕立て上げた。
3年前、婚活パーティーの相手をターゲットにする結婚詐欺師のSHOに騙され、全財産を奪われたことから、顔を整形して別人になりすまし、自然にボディータッチをするためにあざとかわいい女子を演じSHOへの復讐を企て、婚活パーティーに参加するであろうSHOを待ち構えていた。しかし特徴的な笑い方をすることで、婚活パーティーに偶然参加していた学生時代の友人・KAORIに正体を見破られたため、犯行理由を自供した。
婚活パーティーの司会者
演 - 尾崎右宗

刑事
演 - 若林久弥
SHOが毒殺されたことで捜査に現れた刑事。被疑者として譲治を取り知らべる。譲治のズボンのポケットからSHOの毒殺に使われた毒薬が発見されたことから、若いイケメンに嫉妬して殺害したと譲治を連行しようとする。
刑事
演 - 三浦健人
SHOが毒殺されたことで捜査に現れた刑事。

#### 第8話
四ツ屋晃 / 通夜ぴん
演 - 西本竜樹
芸能界のゴシップを暴露する高知弁を話す動画配信者。元スタイリスト。先週配信した「8股男当てクイズ」の正解の芸能人が謝罪する「通夜ぴんチャンネル」を港区から緊急生配信中、10万人の視聴者の前で馬のゴムマスクを被った何者かに金属バットで撲殺される。8股男は30代のイニシャル「K・Y」とヒントを出していた。
コリー山口
演 - フェルナンデス直行
第一のK・Y。神作曲家。四ツ屋の殺害時の21時頃は自宅の作業場でひとり楽曲制作に没頭しており、アリバイを証明できない。
聞き取り調査時に右腕を揉み続けていたことから、ハネムーン症候群（腕枕のやり過ぎ）で浮気している証拠だと譲治に無茶苦茶な推理をされる。
通夜ぴん殺害事件の捜査の過程で、未成年と飲酒していた事実が発覚し、逮捕される。
気合玉・ヨネ
演 - 世良佑樹
第二のK・Y。漫才王者。関西弁を話す。四ツ屋の殺害時の21時頃は自宅に帰宅したが、妻が外出中でアリバイを証明できない。
車を三台所有しており、浮気性で怪しいと譲治に無茶苦茶な推理をされる。
通夜ぴん殺害事件の捜査の過程で、パトロンの社長とあくどい儲け話を進めていたことが発覚し、逮捕される。
唐木田幸斗
演 - 濱正悟
第三のK・Y。人気俳優。「科捜研の女の夫」主演で、向島は彼の大ファン。四ツ屋の殺害時の21時頃は舞台の通し稽古をしていたアリバイがあった。
名前の幸斗の「斗」がかっこよすぎて遊び人で怪しいと、譲治に無茶苦茶な推理をされる。
「8787@石」のアカウントで向島から通夜ピン殺害事件の犯人推理を依頼された芽依により、港区のランドマーク・麻布タワーが21時には消灯するはずが、通夜ぴんの生配信では点灯していたことから、事前録画した通夜ぴん殺害時の映像を、入手した通夜ぴんのアカウントで配信チャンネルにログインして舞台の楽屋から生配信し、アリバイ工作をしていたと突き止められる。犯行を否定するが、向島がSNSで偽名を使いデートを誘う9名のDM全てに釣られていたことで女癖の悪さが発覚し、通夜ぴん殺害を自供する。
女性アイドル
演 - 安倍乙、梨奈子、原あや香
紅白出場経験のある女性アイドル3人。バーでコリーと同席していた。
笹谷、トツカーナ、社長、ミク
演 - 舘野将平、東ノエル、吉田滉、池田恵理
バーで気合玉と同席していた。
男性アナウンサー
演 - 野沢春日（第9話）
「NEWS TMN」のキャスター。通夜ぴん殺害事件で唐木田幸斗が逮捕されたニュースと、連続殺人鬼「フラワー」と関連性のある女子高生殺人事件が発生したニュースを伝える。

#### 第9話
大野奏、水島佳代子、工藤かな、吉田美咲、三島ゆか
演 - 両角裕菜、道下きりな、日夏千晶、桜木莉子、希咲美奈　
連続殺人事件の被害者。いずれも身長160cm前後、黒髪、16歳の女子高生で、誘拐され3日間監禁された後に制服の姿で絞殺され、遺体の周辺を花びらで飾られていた。
水鳥川（みどりかわ）
演 - 平田満
20年前、世間を震撼させた殺人鬼。和製レクターとまで言われた天才心理学者だが、譲治に追い詰められ逮捕されている。
殺人鬼フラワーの犯行時の心理について譲治から質問を受け、意味ありげな言葉を並べ立てるが、もうろくして単に焼肉が食べたいと吐露しているだけだった。
刑務官
演 - 和田安弘
水鳥川が収監されている独房の刑務官。
介護士
演 - 桑畑亨成
水鳥川の介護担当。薄味の刑務所の食事が嫌で焼肉が食べたいと駄々をこねる水鳥川の食事の介助に、独房にやってくる。

#### 最終話
看護師
演 - 織野友貴
真壁の同僚看護師。行方不明になった芽依を探すため真壁の勤務する病院にやって来た譲治たちに、真壁は有給を3日間取っていると答える。
石井智彦
演 - 結城あすま（第9話）
刑事。譲治の殺人鬼フラワーの捜査への参加に反対するが、署長の安藤から譲治は過去に殺人鬼・水鳥川を逮捕した実績があるので、認めるよう説得される。
芽依が行方不明になり、真壁に誘拐されているので人員を割いて娘を探してほしいと懇願する譲治に、人員は避けないと答える。
真壁の娘
演 - 森川心
6年前、誘拐された3日後に切り花が散乱する現場で絞殺死体で発見される。
真壁範子
演 - 山下容莉枝（第6話・第9話）
看護師。4年前、ひき逃げされた依子が搬送された病院に譲治が到着せず、一人で待たされていた13歳の芽依に寄り添う。
しかし、その正体は殺人鬼フラワーで、娘の殺害事件の捜査本部が4年前に解散すると、娘を救えなかった警察に復讐するため、また、娘のあの世での話し相手にするためと称し、娘と同じ16歳の黒髪の女子高生を誘拐し、3日後に殺害して、死体遺棄現場に花びらを撒き、娘の殺害事件を想起させていた。
譲治の依頼で『真相は耳の中』で犯人像を特定した芽依が16歳であったことから、娘との思い出の詰まった山梨の別荘に誘拐し、3日後に芽依が17歳の誕生日を迎える前に殺害しようとするが、娘の命の危機に刑事の感に覚醒した譲治に居場所を突き止められる。譲治をスタンガンで攻撃し、芽依の前に譲治を絞殺しようとするが、金持が副総監の父に甘えまくって手配させた大規模な捜査員たちに突入され、逮捕される。

## スタッフ
- 原案・企画・プロデュース - 畑中翔太
- 脚本 - 山田能龍、畑中翔太、灯敦生
- 監督 - 山口健人、桑島憲司
- 音楽 - 岩本裕司
- 主題歌 - オレンジスパイニクラブ「タイムトラベルメロン」（ワーナーミュージック・ジャパン）[23]
- 警察監修 - 石坂隆昌
- プロデューサー - 寺原洋平（テレビ東京）、漆間宏一（テレビ東京）、山田久人（BABEL LABEL）
- 制作協力 - Spotify
- 制作 - テレビ東京、BABEL LABEL
- 製作著作 -「真相は耳の中」製作委員会

## 放送日程
| 話数          | 放送日   | サブタイトル                 | 脚本     | 監督     |
| ------------- | -------- | ---------------------------- | -------- | -------- |
| FILE1         | 10月22日 | 真相は耳の中                 | 山田能龍 | 山口健人 |
| FILE2         | 10月29日 | 自由山崎                     | 畑中翔太 | 山口健人 |
| FILE3         | 11月05日 | 譲治とイベサー               | 山田能龍 | 山口健人 |
| FILE4         | 11月12日 | 俺はお父さんじゃない!        | 灯敦生   | 桑島憲司 |
| FILE5         | 11月19日 | 猿神様を怒らせたにゃあ       | 畑中翔太 | 山口健人 |
| FILE6         | 11月26日 | セオリー通り                 | 畑中翔太 | 山口健人 |
| FILE７        | 12月03日 | 警視副総監のパパの名にかけて | 灯敦生   | 桑島憲司 |
| FILE8         | 12月10日 | 8股男はどいつだ!?            | 灯敦生   | 桑島憲司 |
| FILE9         | 12月17日 | 忘れ去られた殺人             | 山田能龍 | 山口健人 |
| THE LAST FILE | 12月24日 | Dear ハリスンさん            | 山田能龍 | 山口健人 |

- FILE4は前日放送の『日経スペシャル ガイアの夜明け テレ東経済WEEK30分拡大SP』（22時 - 23時24分）[25]に伴う特別編成のために29分繰り下げられ、1時22分 - 1時53分に放送された[10]。
- FILE5は前日放送の『ワールドビジネスサテライト』の放送時間の拡大（23時 - 翌0時08分）[26]に伴う特別編成のために10分繰り下げられ、1時02分 - 1時33分に放送された[11]。

## 放送局
| 放送期間                  | 放送時間                     | 放送局         | 対象地域   | 備考                     |
| ------------------------- | ---------------------------- | -------------- | ---------- | ------------------------ |
| 2022年10月22日 - 12月24日 | 土曜 0:52 - 1:23（金曜深夜） | テレビ東京     | 関東広域圏 | 製作局                   |
|                           |                              | テレビ大阪     | 大阪府     |                          |
|                           |                              | テレビ愛知     | 愛知県     |                          |
|                           |                              | テレビ北海道   | 北海道     |                          |
|                           |                              | TVQ九州放送    | 福岡県     |                          |
| 2023年2月2日（予定） -    | 木曜 0:00 - 0:30（水曜深夜） | BSテレ東（2K） | 全国       |                          |
|                           |                              | BSテレ東4      | 全国       | 4Kアップコンバートで放送 |

## ネット配信
| 配信開始月 | 配信サイト         | 配信料金     | 備考 |
| ---------- | ------------------ | ------------ | ---- |
| 2022年10月 | Paravi             | 定額制有料   |      |
| 2022年10月 | ひかりTV           | 定額制有料   |      |
| 2022年10月 | U-NEXT             | 定額制有料   |      |
| 2022年10月 | Amazon Prime Video | 定額制有料   |      |
| 2022年10月 | ネットもテレ東     | 広告付き無料 |      |
| 2022年10月 | TVer               | 広告付き無料 |      |
| 2022年10月 | GYAO!              | 広告付き無料 |      |

## ポッドキャスト
『真相は耳の中』（しんそうはみみのなか）のタイトルで、音楽ストリーミングサービス「Spotify」にて、2022年10月18日から12月30日まで、筒井あやめが演じる今井芽依が劇中で配信するポッドキャスト番組が連動して実際に配信された。

### キャスト（ポッドキャスト）
- 今井芽依 - 筒井あやめ[28]

### スタッフ（ポッドキャスト）
- 脚本 - 能塚裕喜[28]

### 配信日程（ポッドキャスト）
| エピソード | 配信開始日     | サブタイトル                                                | 配信時間 | 備考                       |
| ---------- | -------------- | ----------------------------------------------------------- | -------- | -------------------------- |
| #1         | 2022年10月18日 | ペロッ…この毒はヤバい！？                                   | 20分14秒 |                            |
| #2         | 10月21日       | その動物凶暴につき!ミステリーに利用された動物を語るナイト   | 17分41秒 |                            |
| #3         | 10月28日       | その動物凶暴につき!ミステリーに利用された動物を語るナイト2  | 12分53秒 |                            |
| #4         | 11月04日       | リスナーからの挑戦状                                        | 14分39秒 |                            |
| #5         | 11月08日       | 好きな凶器を語ろうナイト                                    | 11分32秒 |                            |
| #6         | 11月11日       | ミステリーグルメを語ろうナイト                              | 20分13秒 |                            |
| #7         | 11月15日       | 『ミステリーあるある』を語ろうナイト                        | 10分44秒 |                            |
| #8         | 11月18日       | 『ミステリーあるある』をもっと語ろうナイト                  | 11分22秒 |                            |
| #9         | 11月22日       | ミステリーは日常にも潜んでいる！ナイト                      | 13分11秒 |                            |
| #10        | 11月25日       | ミステリーの沼へようこそ（前編）                            | 15分14秒 |                            |
| #11        | 11月29日       | ミステリーの沼へようこそ（後編）                            | 17分19行 |                            |
| #12        | 12月02日       | 暗号で遊ぼう                                                | 18分38秒 |                            |
| #13        | 12月06日       | 私の推しの探偵                                              | 12分54秒 |                            |
| #14        | 12月09日       | 私の推しの探偵（後編）                                      | 14分07秒 |                            |
| #15        | 12月13日       | 愛すべき悪党たち                                            | 12分48秒 |                            |
| #16        | 12月16日       | 序盤から犯人がわかるなんて、そんなのアリ！？ナイト          | 16分06秒 |                            |
| #17        | 12月27日       | ウチの本棚公開！                                            | 17分32秒 |                            |
| #18        | 12月30日       | おすすめなミステリードラマと映画を紹介！ナイト              | 18分34秒 |                            |
| #19        | 2023年01月03日 | おすすめのミステリー映画を紹介！                            | 19分27秒 |                            |
| #20        | 1月06日        | ミステリーなミステリー作家に迫る！※最後に大事なお知らせ     | 16分47秒 |                            |
| 予告編     | 2022年10月07日 | 真相は耳の中 予告                                           | 50秒     | 本編放送前の宣伝           |
| 特別編     | 12月20日       | 編真相はドラマの中 / 前編：舞台裏を筒井あやめが語る！       | 24分30秒 | ゲスト：畑中翔太、山口健人 |
| 特別編     | 12月23日       | 真相はドラマの中 / 後編：まだまだ出るドラマ秘話！筒井あやめ | 26分46秒 | 同上                       |